# نافذة الساحرة

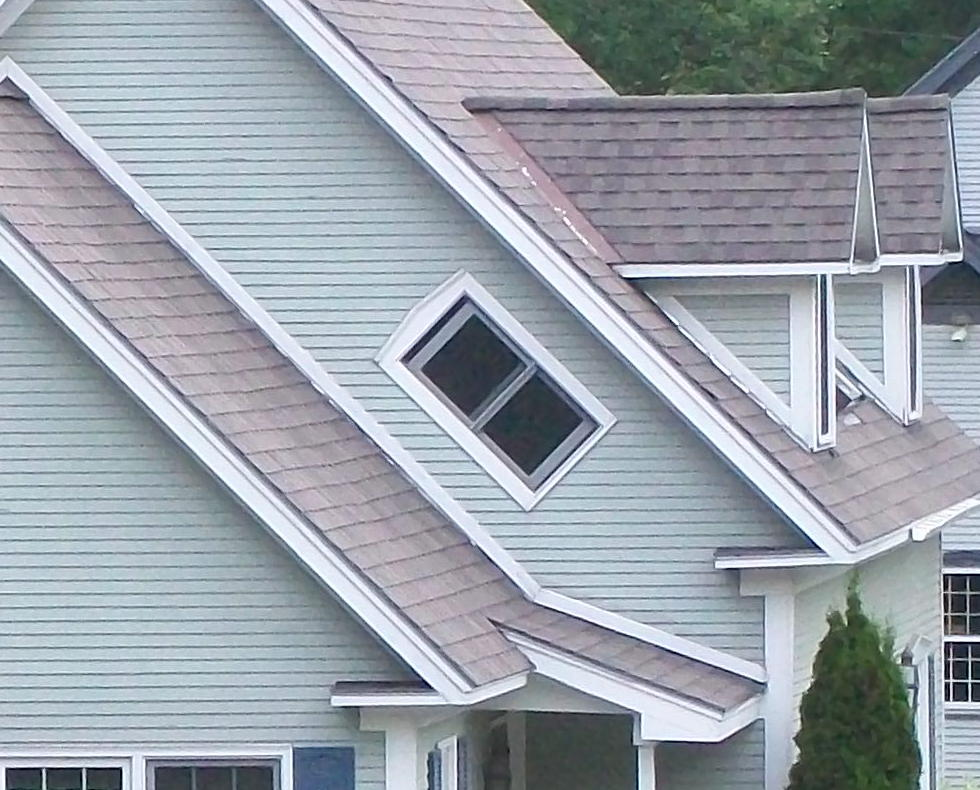
الصورة تُظهِر نافِذَة السّاحِرَة أو نافِذة فيرمونت

نافِذَة الساحِرَة (بالإنجليزية: Witch window)‏ في العمارة العامية الأمريكِيَّة، نافِذَة الساحِرة (المعروفَة أيضاً باسم نافِذة فيرمونت، من بين أسماء كثيرة) هي نافِذَة (عادَة ما تَكون نافِذة مُزدَوَجة مُعَلَّقة، وفي بَعض الأحيان قَد تَكون مُتَّصِلَة مِن جانِب واحد بِمفصَل أو أكثَر)، توضَع في نِهاية جِدار الجَملون من المَنزِل. وتَدور ما يُقارِب 1/8 مِن الدَّورة (45 درجة) مِن الإتجاه الرَّأسي، وتَتركُها بِشكل قُطري، مع حافتِها الطَّويلة الموازِية لِمَيلان السَّقف. هذِه التِّقنية تَسمح لِلِمُصَمم بِوَضْع نافِذَة كامِلة الحَجم في مَسافة طَويلة، وفي جِدار ضَيِّق بَين اثنَين مِن خُطوط السَّقف.
تَمَّ العُثور عَلى النَّوافِذ الساحِرة عَلى وَجه الحَصر تقريباً في وِلاية فيرمونت في الولايات المتحدة، وعُموماً في المَناطق الوُسطى والشَّمالية مِن الدولة. وهي ثابِتَة في بُيوت المَزارع وخاصة في القرن التاسع عشر، ويُمكِن العُثور عَليها في كَثير مِن الأحيان في الأبنية الجديدة.

## البناء

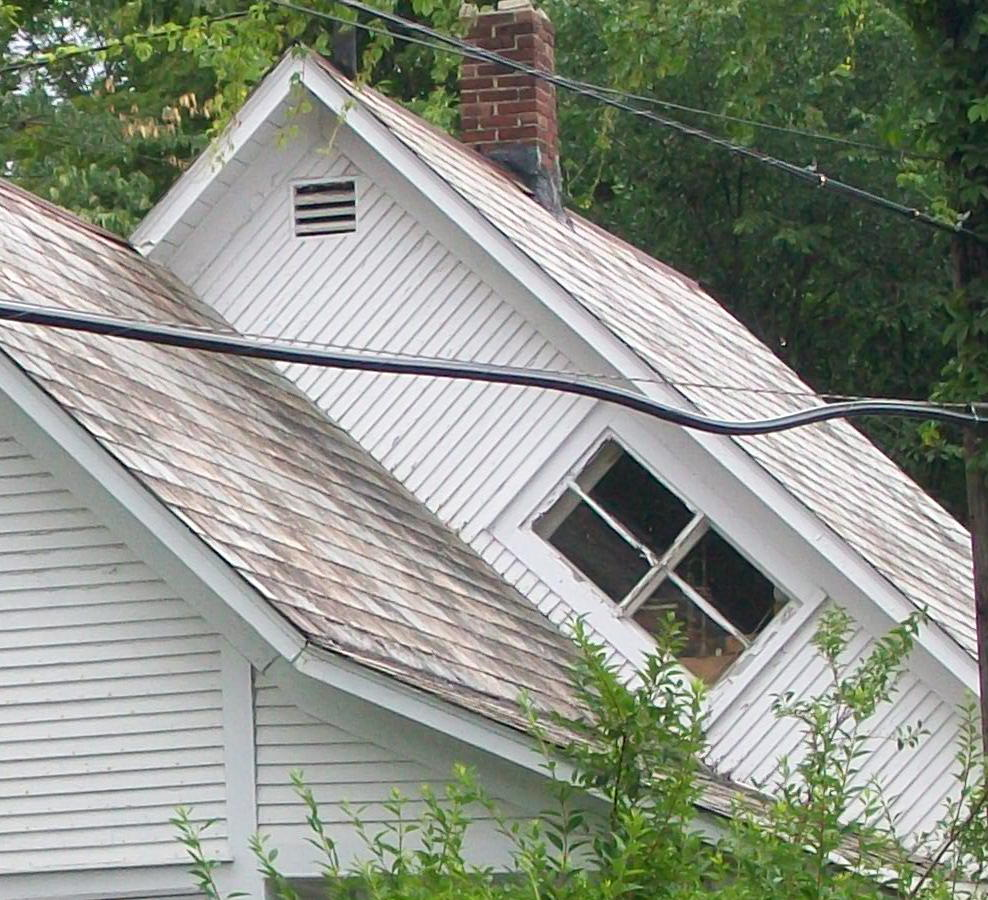
في هذا المَنزِل، يَتِم وَضع ألواح مُعَلَّقة في الزاوية لِتَتَناسَب مع النافِذة.

النَّوافذ النائِمة، هي النوافذ التي يُمكِن أن تَترُك الغُرفَة بارِدة جِداً، وهي غَير عاديّة في ولاية فيرمونت، وخاصَّة في الأبنية القَديمة. يَتِم وَضْع هذه النَّوافذ في الغالِب في الجُدران. عِندما يَتم توسيع المَنزِل، على سَبيل المثال مع جناح المطبخ أو السقفية المُرفَقة، وقَد يَكون هُناك القليل جداً مِن مَساحة جِدار مُتاحة في نهاية الجملون لِوَضع النافِذة، والتي قَد تَكون النافذة الوَحيدة المُتاحَة لِغرفة في الطابق العُلوي (في حالَة عَدم وُجود نَوافذ نائِمة، نَقوم بإضافتها إلى سَقف موجود، لأنها تَتَضمن ثُقب في السَّقف).
التَّفسير البَديل لِتوجيه النافِذة هُو الحُصول عَلى زاوية واحدة عَلى الأقل مِن النافِذة تَصِل إلى أقصى حَد مُمكن مِن المَناطق الدَّاخِلِيّة في المَنزل وتَسمح لِلهَواء الساخِن (الذي يَرتَفع إلى الأعلى مِن الغُرفة) بالخُروج في الصَّيف بَعد الظهر. ومع ذلك، هذا المَنطِق يَبدو عُرضة لِلشك، حيثُ أنَّ وِلاية فيرمونت ليست حارة المناخ كالعديد مِن المَواقِع الأُخرى، إضافَة إلى أنَّ النوافِذ لَيست في كُلِّ مَكان. إذا كانَ المقصود مِنها هو الهُروب مِن الحرارة، يُمكِن وَضع النوافِذ القُطرية في الجدران الأخرى أيضاً.
يُمكِن أن يُؤدي الإتجاه القُطري للإطار إلى تَعقيد مَوضع المادّة الواقِية التي تُعَلَّق عَلى الجانِب الخارِجي مِن جِدار المَنزِل أوالمَبنى الذي يَتِم فيه تَعليق النافِذة (مِثل ألواح الحائِط الخشبية الأفُقية)، لأن المادة الواقية تكون أفقية، وبذلك سَيَلتَقي إطار النافِذة مَعها في زاوية حادَّة، فإحدى الحُلول لِهذه المُشكلة هُوَ تَوجيه المادّة الواقية عَلى الجِدار الخارجي بِحيث تَكون مُتوازية مَع إطار النّافذة.

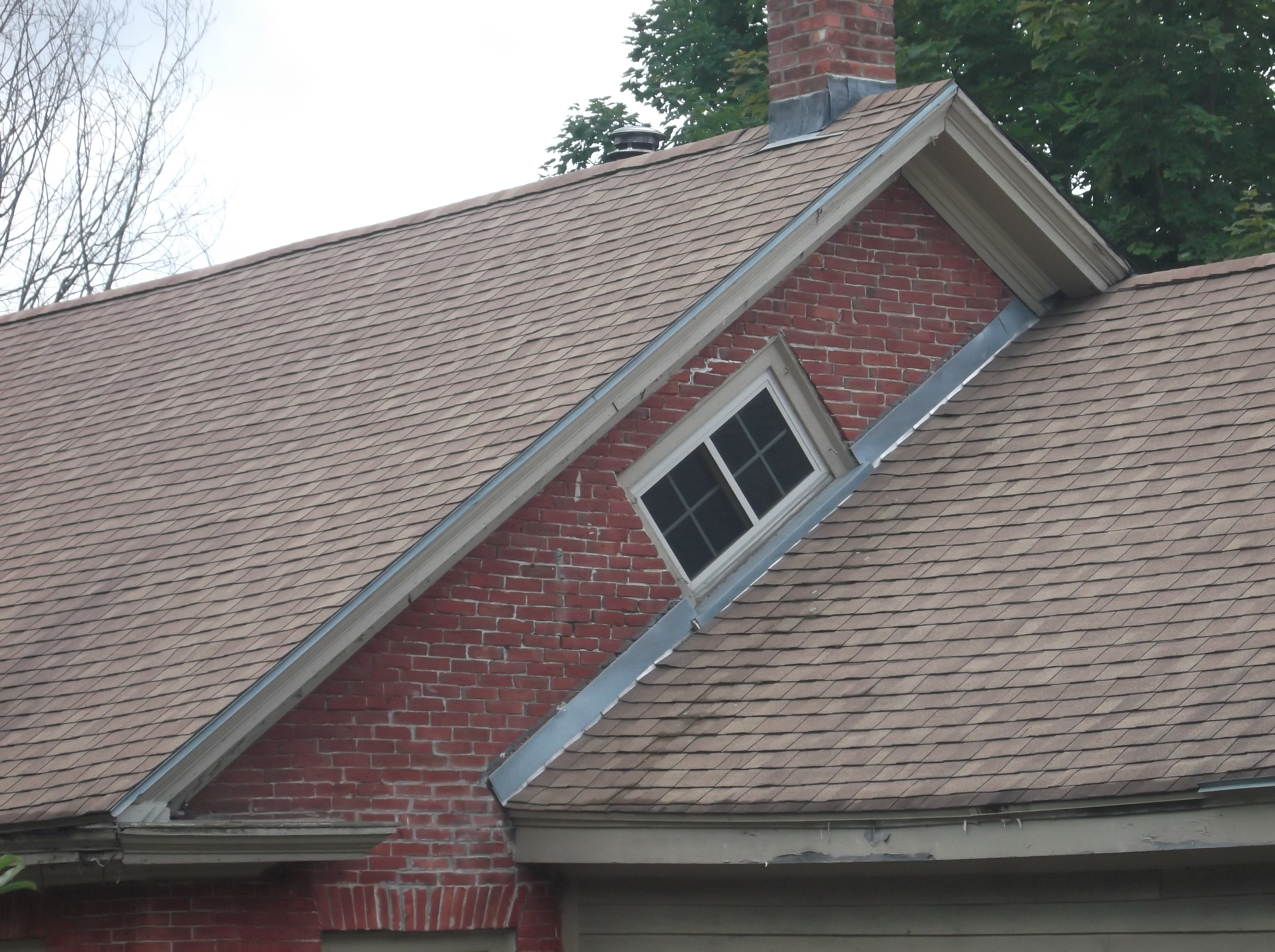
مِثال نادِر لِنافِذة قُطرية في جِدار مِنَ الطوب.

## أصل التَّسمية
تَسمِية «نافِذة الساحرة» بهذا الاسم، جاء من الخرافات التي تَدَّعي أنَّه لا يُمكِن للسحرة أن يُحَلِّقوا بِاستخدام المكنسة مِن خِلال النَّوافِذ المائِلة، عَلى الرَّغم مِن أنه غَير مُحتَمل أن تُؤخَذ حِكاية عَلى مَحمل الجد. وتُعرَف أيضاً باسم «نَوافذ التابوت»؛ ومِن غَير الواضِح إذا ما كانَت تُستخدم لإزالة نَعش مِن الطابق الثاني (تجنباً للدَّرج الضيق)، أو إذا كان الوَضع الغريب على الجدار يُذَكِّرنا بالتابوت. أما التفسير يبدو بعيد المنال للآن. وهي تعرف باسم «نافِذة فيرمونت» بسبب توزيعها، وكذلك«جانبية» أو«النوافذ الكسولة» لِتَوجيهِها.